# Edwin Atherstone

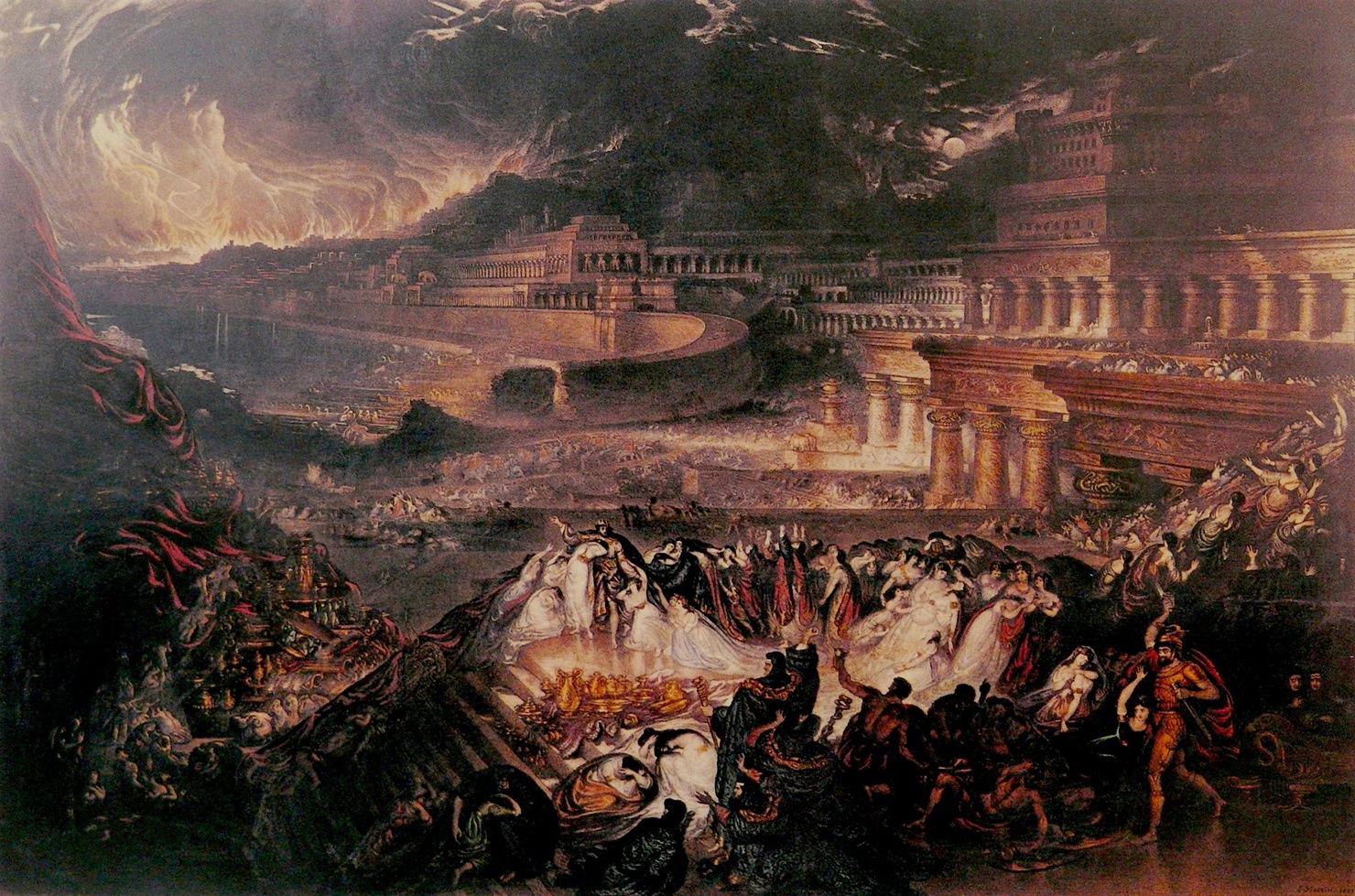
John Martin, The Fall of Nineveh, 1829

Edwin Atherstone, född 17 april 1788 i Nottingham, död 29 januari 1872 i Bath, var en brittisk poet känd för sitt episka poem The Fall of Nineveh.
Athertone var son till Hugh Atherstone och Ann Green, och fick fyra illegitima barn tillsammans med Mary Wainwright Pearson: tre döttrar och en son.
Det främsta och mest kända av Athertones verk är The Fall of Nineveh (1828-1968). Bland hans andra verk finns The Last Days of Herculaneum (1821), Abradates and Panthea (1821),  A MidsummerDay's Dream (1824), The Sea-Kings in England (1830), The Handwriting on the Wall (1858), Israel in Egypt (1861) och Dramatic works of Edwin Atherstone (1888).